# りあす丸

りあす丸（りあすまる）は岩手県立宮古水産高等学校が使用している岩手県共同実習船である。本項目では、2001年に就航した船舶を取り扱う。

## 略歴
- 1952年初代岩手丸 266.58トン[3][4]。
- 1960年10月 岩手丸2代目進水 378．89トン[4]。
- 1968年10月 広田丸、かがみ丸の代船としてりあす丸竣工[4] 楢崎造船[要出典] 208.17トン[4]。
- 1972年1月 第二りあす丸竣工 424．95トン[4]。
- 1978年3月 宮古丸、りあす丸の代船として第一りあす丸竣工 476．96トン[4]。
- 1986年3月 第二りあす丸の代船として新りあす丸竣工 471トン[4]。
- 2001年3月15日 新りあす丸の代船としてりあす丸竣工[4] ヤマニシ。499トン。
- 2024年10月23日老朽化に伴い代船りあす丸竣工　新潟造船。699トン。

## 特徴
- マグロ延縄漁の実習を行う[2]。２年生の海洋コース並びに工学コースが実習を行う[2]。
- 航海の練習に使用されており沖縄やハワイまで行く場合がある[5]。

## エピソード
- 長年に渡って海上気象を観測し通報した功績から、気象庁より2012年に気象庁長官表彰を受賞した[6]。
- 長年に渡って海上気象を観測し通報した功績から、気象庁より2020年に国土交通大臣表彰を受賞した[7]。
- 釣り上げたマグロはマイヤやびはんで販売される事がある[8]。
- 船内食堂が一般公開された事がある[9]。
- 東日本大震災の津波に焼津港の南東1200キロの太平洋上で遭遇したが、被害は無かった[10]。焼津港で水揚げした後、宮古港が使用できなかったので生徒と乗組員は飛行機で帰郷した[11]。4月23日には静岡県立焼津水産高等学校からの段ボール箱およそ300箱の支援物資を積んで宮古港に向けて出航した[11]。
- 熊本地震_(2016年)の被災者支援のため、支援物質を東京まで運び熊本県立苓洋高等学校の熊本丸に積み込んだ[12]。
- 長期航海実習への出航は岩手県のニュースになるのが毎年の風物詩[13][14][15]。